# I Hear You
I Hear You è l'album di debutto di Peggy Gou, pubblicato il 7 giugno 2024.

## Tracce
1. Your Art
2. Back to One
3. I Believe in Love Again (feat. Lenny Kravitz)
4. All That (feat. Villano Antillano)
5. (It Goes like) Nanana
6. Lobster Telephone
7. Seoulsi Peggygou
8. I Go
9. Purple Horizon
10. 1+1=11